# Nautilocalyx membranaceus
Nautilocalyx membranaceus är en tvåhjärtbladig växtart som först beskrevs av Conrad Vernon Morton, och fick sitt nu gällande namn av Wiehler. Nautilocalyx membranaceus ingår i släktet Nautilocalyx och familjen Gesneriaceae. Inga underarter finns listade i Catalogue of Life.